# Alojzy Nowak
Alojzy Zbigniew Nowak (ur. 29 marca 1956) – polski ekonomista, profesor nauk ekonomicznych, członek licznych rad nadzorczych.
W kadencjach 2006–2012 oraz 2016–2020 pełnił funkcję dziekana Wydziału Zarządzania Uniwersytetu Warszawskiego. Obecnie jest prezesem Akademickiego Związku Sportowego i rektorem Uniwersytetu Warszawskiego w kadencji 2020–2024. Ponownie wybrany na rektora Uniwersytetu Warszawskiego na kadencję 2024–2028.
Specjalizuje się m.in. w zakresie międzynarodowych stosunków gospodarczych, bankowości, zarządzania ryzykiem na rynkach finansowych oraz na rynku kapitałowym.

## Życiorys

### Działalność akademicka
W 1984 ukończył studia magisterskie w Szkole Głównej Planowania i Statystyki. W 1991 uzyskał stopień naukowy doktora na podstawie rozprawy dotyczącej polityki pieniężnej. Stopień doktora habilitowanego otrzymał w 1995 w oparciu o dorobek naukowy oraz rozprawę na temat finansów i bankowości. W latach 1996–2002 był profesorem nadzwyczajnym UW. W 2002 otrzymał tytuł profesora nauk ekonomicznych.
Odbył studia zagraniczne w Uniwersytecie Illinois w Urbana-Champaign, w University of Exeter oraz w Wolnym Uniwersytecie w Berlinie. Był również pracownikiem i kierownikiem Katedry Bankowości Ubezpieczeń i Ryzyka w Akademii Leona Koźmińskiego w Warszawie.

### Działalność menedżerska
Był przewodniczącym Rady Naukowej NBP. Od czerwca 2012 do 2020 zasiadał w Radzie Nadzorczej PZU SA, był jej sekretarzem. Od 2020 do 2024 pełnił funkcję doradcy prezesa PZU SA.
Zasiada w Radzie Nadzorczej Jastrzębskiej Spółki Węglowej i Radzie Nadzorczej Banku Millennium. W 2015 został członkiem Narodowej Rady Rozwoju powołanej przez prezydenta Andrzeja Dudę. Po reorganizacji Rady, w listopadzie 2022, wszedł w skład będącej jej częścią Rady ds. Szkolnictwa Wyższego, Nauki i Innowacji. Jest również członkiem Rady Naukowej Instytutu Nowej Ekonomii Strukturalnej w Pekinie.
22 czerwca 2020 został wybrany do Rady Nadzorczej Zespołu Elektrowni Pątnów-Adamów-Konin.

### Akademicki Związek Sportowy
W 2008 został prezesem Klubu Uczelnianego AZS Uniwersytetu Warszawskiego.
W latach 2016–2018 pełnił funkcję Wiceprezesa Zarządu ds. finansowych Akademickiego Związku Sportowego, największej organizacji studenckiej w Polsce. W 2018 został wybrany na stanowisko Prezesa Zarządu AZS, a 27 czerwca 2020 z powodzeniem ubiegał się o reelekcję.

### Uniwersytet Warszawski

#### Wydział Zarządzania
Od 1984 zawodowo związany z Uniwersytetem Warszawskim. Pełnił funkcję prodziekana Wydziału Zarządzania Uniwersytetu Warszawskiego w latach 1999–2006, a w kadencjach 2006–2008 i 2008–2012 pełnił funkcję dziekana tego wydziału. W kadencji 2016–2020 ponownie pełnił funkcję dziekana Wydziału Zarządzania.

#### Kadencje rektorskie
Od września 2012 do sierpnia 2016 był prorektorem Uniwersytetu Warszawskiego ds. badań naukowych i współpracy. Po wyborach indykacyjnych w 2016 mógł ubiegać się o stanowisko rektora, ale zrezygnował z kandydowania, by ubiegać się o stanowisko dziekana Wydziału Zarządzania.
17 czerwca 2020 został wybrany na stanowisko rektora Uniwersytetu Warszawskiego w kadencji 2020–2024, wygrywając z Pawłem Strzeleckim, dziekanem Wydziału Matematyki, Informatyki i Mechaniki oraz Andrzejem Tarleckim, prorektorem ds. finansowych w kadencji 2016–2020. W 2024 został ponowie wybrany na rektora UW na kadencję 2024–2028.

## Odznaczenia i nagrody
W 2002 „za zasługi w pracy naukowej i dydaktycznej” otrzymał Złoty Krzyż Zasługi. W 2022 otrzymał tytuł doktora honoris causa Akademii Wychowania Fizycznego we Wrocławiu. W 2023 otrzymał Złoty Medal „Zasłużony dla Nauki Polskiej Sapientia et Veritas”.